# 킵 손

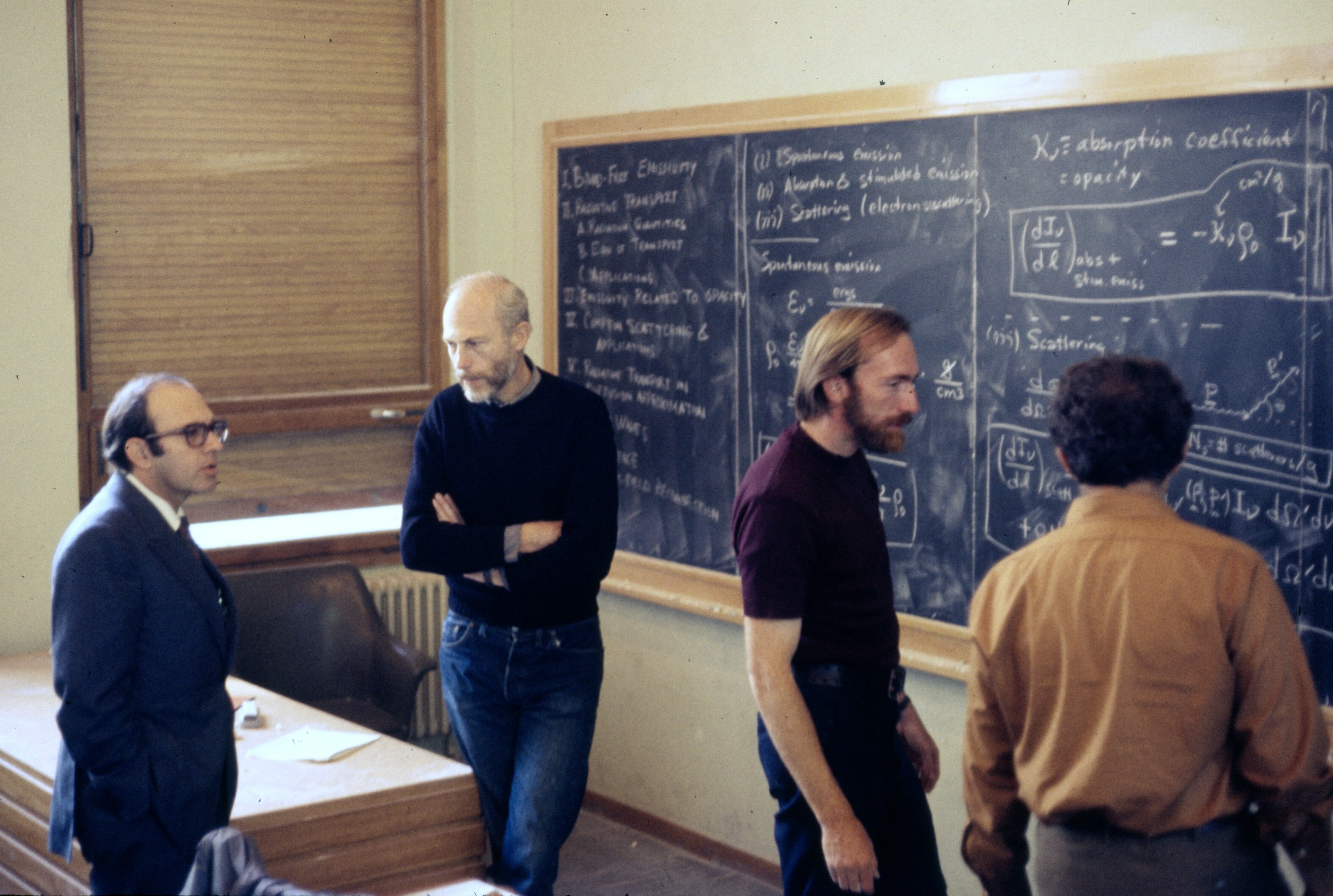
1972년 여름, 대형 강의실에서의 토론. 왼쪽부터 유발 니먼, 브라이스 드윗, 킵 손.

킵 스티븐 손(영어: Kip Stephen Thorne, IPA: [kɪp ˈstiːvən θɔːɹn], 1940년 6월 1일 ~ )은 미국의 이론물리학자이다. 일반 상대성 이론 등의 중력 물리학과 천체물리학에 공헌하였고, 스티븐 호킹과 칼 세이건과의 우정으로 유명하다. 2017년에 LIGO를 통해 중력파가 존재한다는 것을 실험적으로 입증한 공로로 라이너 바이스, 배리 배리시와 함께 노벨 물리학상을 수상했다.

## 생애
1940년 6월 1일 유타주 로건에서 태어났다. 아버지 윈 손(영어: D. Wynne Thorne)은 토양화학자, 어머니 앨리슨 손(영어: Alison C. Thorne)은 경제학자였고, 둘 다 유타 주립 대학교 교수였다. 손 가족은 총 4명의 자녀를 두었는데, 킵 손을 포함해 네 명 가운데 세 명이 대학 교수가 되었다.
캘리포니아 공과대학교에 1958년 입학하여 1962년 학사 학위를 수여받고 1965년에 프린스턴 대학교에서 박사 학위를 수여받았다. 1967년에 캘리포니아 공과대학교에서 최연소로 교수가 되었다. 2009년 6월에 은퇴하였다.
2014년 우주여행과 블랙홀을 소재로 한 영화 《인터스텔라》에 과학 자문으로 참여하였다.
2017년 중력파 관측소 LIGO에 대한 공로로 노벨 물리학상을 수상하였다.

## 같이 보기
- 손-지트코프 천체

## 서적
- Thorne, K. S., in 300 Years of Gravitation, (Eds.) S. W. Hawking and W. Israel, 1987, (Chicago: Univ. of Chicago Press), Gravitational Radiation.
- Thorne, K. S., Price, R. H. and Macdonald, D. M., Black Holes, The Membrane Paradigm, 1986, (New Haven: Yale Univ. Press).
- Friedman, J., Morris, M. S., Novikov, I. D., Echeverria, F., Klinkhammer, G., Thorne, K. S. and Yurtsever, U., Physical Review D., 1990, (in press), Cauchy Problem in Spacetimes with Closed Timelike Curves.